# Ivan Stevanović (piłkarz)
Ivan Stevanović, cyr. Иван Стевановић (ur. 24 czerwca 1983 w Čačaku) – serbski piłkarz grający na pozycji obrońcy. W latach 2006–2008 występujący w klubie OFK Beograd. W 2008 roku przeszedł do Partizana Belgrad, natomiast w 2009 roku został zawodnikiem FC Sochaux. W 2010 roku powrócił do Partizana na zasadzie wypożyczenia.